# クリーピー
クリーピー(原題:Growing Up Creepie)は、アメリカ合衆国のテレビアニメで、en:Taffy Entertainment, en:Mike Young Productions, en:Telegael Teoranta, en:Cookie Jar Entertainment en:and en:Discovery Kids Originals Productionsが制作し、ディスカバリーキッズがプロデュースを行った。 全1シーズン・全26話。

## 概要
虫たちに育てられた少女が、虫嫌いの人間が多い中学校に入学し、学園生活を送るアニメ作品。
アメリカ合衆国ではディスカバリーキッズで放送されたのち、2011年5月30日までThe Hubで再放送された。日本ではニコロデオンで放送され、ニコロデオン閉局後の2015年9月1日からはNetflixで日本語吹き替え版が配信された。

## あらすじ
ある日、Dweezwold Mansionの前に赤ん坊が捨てられていた。その建物に住み着いていたさまざまな虫たちは、赤ん坊をクリーピーと名付け、彼女を家族の一員として育てられてきた。
だが、彼女は虫嫌いの人間たちがたくさんいるミドリントン中学校に入学することになり、彼女は自分と家族を守るために家のことを秘密にすることにした。

## 登場人物

### クリーピーとその家族
クリーピー
声:アシーナ・カーカニス /吹き替え:渡辺明乃
本作の主人公。人間の少女。いわゆるゴス少で、複数の色に染まった髪が特徴。写真撮影が趣味。
怪しいところ場所に行っても怖がらないが、ピエロは苦手。
ナット
声:スティービー・バランス/吹き替え:石上裕一
クリーピーの兄であるブユ。よくクリーピーのリュックサックの中に忍び込んでいる。
ポーリー
声:デビッド・ベルニ/吹き替え:
クリーピーの兄弟のダンゴムシ。
ヴィニー
声:ドウェイン・ヒル/吹き替え:
クリーピーの育ての父。純菜食主義者である蚊。瞑想と芸術を好む。
カロリーナ
声:ジュリー・レミュー/吹き替え:葛城七穂
クリーピーの育ての母であるカマキリ。料理が好き。
ジェリー
クリーピーのおじであるフシアリ。フシアリ団のリーダー。

### ミドリントン中学校の生徒および教員・関係者
クリス・アリス
声:レア・カッドモア/吹き替え:原田ひとみ
クリーピーの友人で、クラス委員長。フラフープが好き。名前の由来は蛹を表す英単語Chrysalisより。
父は害虫駆除業者兼ミドリントン中学校フットボール部コーチ。
バッジ
声:リチャード・イヤーウッド /吹き替え:
クリーピーの友人で、彼女の家庭環境を知っている。体格からいじめっ子のように見えるが、実際は虫も殺せないほどの好青年で、語源学とヨガに凝っている。
モンセラッテ校長
声:/吹き替え：小飯塚貴世江
ミドリントン中学校校長。規則に厳しくきれい好き。
メラニー
声:アシーナ・カーカニス/吹き替え：溝邉祐子
学校の人気者。クリーピーに普通のふるまいをしてほしいと思うがゆえに対立する。
カーラ
声:ステファニー・アン・ミルズ
メラニーの友人。
ハリー・ヘルビー
声：スコット・マッコード
町の女の子たちのあこがれの的である少年。メラニーらに好かれているが、本人は彼女達ではなくクリーピーに関心を持っている。
パパス先生
声:フアン・キオラン
クリーピー達のホームルームの担当を務める科学教師。規則に厳しく宿題や課題を忘れた者には容赦しないが、バッジのことをおそれている。

## サブタイトル
1(邦題不明)
2（邦題不明）
3 (Bug It On)/「The Case of the Mysterious Moth」
4 Attack of the Wasp Zombies/(Legend of the Locker)
5 (邦題不明)
6 謎のモーテルを探れ（Roach'e Motel）※ハロウィンエピソード
7 競技場の怪奇現象（FieldofScreams）/捕われたママ（Mom Under Glass）
8 新しい友達（GothToHaveBetterFriends）/蝋人形館の秘密（Wax Attacks）
9 首無しゴキブリマン（Headless Roach Man)/17年ゼミの侵略（Invasion of the Locusts）」
10 ストーカー人形（Creepie's Living Doll）/オオカバマダラ救出大作戦（Operation Monarch Liberation）